# Instituto Nacional de Administración Pública (México)
El Instituto Nacional de Administración Pública, A.C. es un organismo mexicano de carácter académico que ofrece servicios de consultoría y asistencia técnica sobre la especialidad explícita en su nombre. Dentro de los objetivos del Instituto, se encuentra el realizar y coordinar estudios que atienden cuestiones de capacitación y profesionalización de los servidores públicos que se desempeñan en los gobiernos en México, en sus tres órdenes: (municipal, estatal y federal).
En los estatutos se establece que el Instituto Nacional de Administración Pública, fue constituido conforme a las disposiciones del Código Civil del Distrito Federal y que es una Asociación Civil con sede en la Ciudad de México, con fines docentes y de investigación de las ciencias administrativas.

## Historia
El INAP, se fundó en febrero de 1955. El primer Consejo Directivo, cuyo presidente fue el maestro Gabino Fraga Magaña, se instaló en el Palacio Nacional de México.  Durante más de medio siglo desde su fundación, ha sido alma mater de diversos funcionarios, investigadores y docentes mexicanos que han tenido como interés común el mejoramiento de la gestión pública en el país.
Entre sus fundadores estuvieron connotados personajes de la administración pública mexicana, entre los cuales, Antonio Carrillo Flores, Rafael Mancera Ortiz, Raúl Salinas Lozano, Gilberto Loyo, Andrés Serra Rojas, Jesús Rodríguez y Rodríguez y Gabino Fraga Magaña.

## Organización
- Presidencia

Entre sus principales funciones, el presidente del Consejo Directivo del INAP dirige la administración de los programas y recursos del Instituto, supervisa que se lleven a la práctica las decisiones y recomendaciones de la Asamblea General y del Consejo Directivo, propone al Consejo Directivo las políticas respecto de asociados individuales y colectivos y nombra a los directores de la Escuela Nacional de Profesionalización Gubernamental, del Centro de Consultoría en Administración Pública, de la Secretaria y de la Dirección de Administración y Finanzas.
- Escuela Nacional de Profesionalización Gubernamental, ofrece formación, capacitación y actualización a los servidores públicos de los tres órdenes de gobierno mediante cursos, seminarios, diplomados y especializaciones, así como programas de licenciatura, maestría, doctorado.

- Centro de Consultoría en Administración Pública, promueve y desarrolla proyectos y servicios de consultoría y asistencia técnica relacionados con la actualización, modernización, transparencia, eficacia y eficiencia operativa de las instituciones públicas.

- Secretaria, apoya las tareas de la Presidencia y de los Institutos Estatales de Administración Pública.

- Dirección de Administración y Finanzas

## Otras actividades
Se ha impulsado también la investigación y la divulgación de la ciencia administrativa pública con el propósito central de elevar el nivel de la gestión pública en el país.
También existen otros institutos de Administración Pública en los Estados del País, como el Instituto de Administración Pública de Tabasco. A.C. y el Instituto Sonorense de Administración Pública, A.C.